# Moffat
Moffat é uma cidade  localizada no estado americano de Colorado, no Condado de Saguache.

## Demografia
Segundo o censo americano de 2000, a sua população era de 114 habitantes.
Em 2006, foi estimada uma população de 122, um aumento de 8 (7.0%).

## Geografia
De acordo com o United States Census Bureau tem uma área de
3,6 km², dos quais 3,6 km² cobertos por terra e 0,0 km² cobertos por água.

## Localidades na vizinhança
O diagrama seguinte representa as localidades num raio de 40 km ao redor de Moffat.